# Чудо-Людина
Чудо-Людина (англ. The Wonder Man) — американська пригодницька драма режисера Джона Адольфі 1920 року.

## Сюжет
Французький агент секретної служби і боксер Генрі Д'Алур розкриває змову — щодо відмивання мільйонів франків.

## У ролях
- Жорж Карпентьє — Генрі Д'Алур
- Фейр Бінні — Дороті Стоунер
- Флоренс Біллінгс — місіс Стоунер
- Доунінг Кларк — містер Стоунер
- Сесіл Оуен — містер Роббінс
- Роберт Беррат — Алан Гарднер
- Вільям Халліган — Бабблс
- Пет Хертіган — Монро